# Hoquei sobre gel als Jocs Olímpics d'hivern de 1998
Als Jocs Olímpics d'Hivern de 1998 celebrats a la ciutat de Nagano (Japó) es disputaren dues proves d'hoquei sobre gel, una en categoria masculina i una altra en categoria femenina. Aquesta fou la primera vegada que es realitzà una competició femenina.
La competició tingué lloc entre els dies 7 i 22 de febrer de 1998 a les instal·lacions conegudes amb el nom de Nagano-shi Wakasato Tamokuteki Sports Arena i Aqua Wing Arena.

## Resum de medalles

### Categoria masculina
| Prova                   | Or | Argent | Bronze |
| Prova masculina detalls | Txèquia Josef Beranek · Jan Caloun · Roman Cechmanek · Jiri Dopita · Roman Hamrlik · Dominik Hasek · Milan Hejduk · Jaromir Jagr · Frantisek Kucera · Robert Lang · David Moravec · Pavel Patera · Libor Prochazka · Martin Prochazka · Robert Reichel · Martin Rucinsky · Vladimir Ruzicka · Jiri Slegr · Richard Smehlik · Jaroslav Spacek · Martin Straka · Petr Svoboda | Rússia Pavel Bure · Valeri Bure · Mikhail Shtalenkov · Alexei Gusarov · Alexei Yashin · Dmitri Yushkevich · Alexei Zhamnov · Alexei Zhitnik · Valeri Kamensky · Darius Kasparaitis · Andrei Kovalenko · Igor Kravchuk · Sergei Krivokrasov · Boris Mironov · Dmitri Mironov · Alexei Morozov · Sergei Nemchinov · German Titov · Andrei Trefilov · Oleg Chevtsov · Sergei Gonchar · Sergei Fedorov · Valeri Zelepukin | Finlàndia Teemu Selanne · Aki-Petteri Berg · Tuomas Grönman · Raimo Helminen · Sami Kapanen · Saku Koivu · Jari Kurri · Janne Laukkanen · Jere Lehtinen · Juha Lind · Jyrki Lumme · Jarmo Myllys · Mika Nieminen · Janne Niinimaa · Teppo Numminen · Ville Peltonen · Kimmo Rintanen · Ari Sulander · Jukka Tammi · Esa Tikkanen · Kimmo Timonen · Antti Törmänen · Juha Ylonen · |

### Categoria femenina
| Prova                  | Or | Argent | Bronze |
| Prova femenina detalls | Estats Units Chris Bailey · Laurie Baker · Alana Blahoski · Lisa Brown-Miller · Karyn Bye · Colleen Coyne · Sara Decosta · Tricia Dunn · Cammi Granato · Katie King · Shelley Looney · Sue Merz · Allison Mleczko · Tara Mounsey · Vicki Movsessian · Angela Ruggiero · Jenny Potter · Sarah Tueting · Gretchen Ulion · Sandra Whyte | CanadàJennifer Botterill · Thérèse Brisson · Cassie Campbell · Judy Diduck · Nancy Drolet · Lori Dupuis · Danielle Goyette · Geraldine Heaney · Jayna Hefford · Becky Kellar · Katheryn Mccormack · Karen Nystrom · Lesley Reddon · Manon Rhéaume · France St-Louis · Laura Schuler · Fiona Smith · Vicky Sunohara · Hayley Wickenheiser · Stacy Wilson | FinlàndiaSari Fisk · Kirsi Hänninen · Satu Huotari · Marianne Ihalainen · Johanna Ikonen · Sari Krooks · Emma Laaksonen · Sanna Lankosaari · Katja Lehto · Marika Lehtimäki · Riikka Nieminen · Marja-Helena Pälvilä · Tuula Puputti · Karoliina Rantamäki · Tiia Reima · Katja Riipi · Päivi Salo · Maria Selin · Liisa-Maria Sneck · Petra Vaarakallio |

## Medaller
| Posició | País         | Or | Argent | Bronze | Total |
| 1       | Estats Units | 1  | 0      | 0      | 1     |
| 1       | Txèquia      | 1  | 0      | 0      | 1     |
| 2       | Canadà       | 0  | 1      | 0      | 1     |
| 2       | Rússia       | 0  | 1      | 0      | 1     |
| 3       | Finlàndia    | 0  | 0      | 2      | 2     |
|         |              |    |        |        |       |
| Total   | Total        | 2  | 2      | 2      | 6     |